# Маунт Олив (Илиноис)
Маунт Олив (енгл. Mount Olive) град је у америчкој савезној држави Илиноис. По попису становништва из 2010. у њему је живело 2.099 становника.

## Демографија
Према попису становништва из 2010. у граду је живело 2.099 становника, што је 51 (2,4%) становника мање него 2000. године.
| Група             | 2000.         | 2010.         |
| Белци             | 2.116 (98,4%) | 2.063 (98,3%) |
| Афроамериканци    | 0 (0,0%)      | 4 (0,2%)      |
| Азијати           | 3 (0,1%)      | 2 (0,1%)      |
| Хиспаноамериканци | 17 (0,8%)     | 18 (0,9%)     |
| Укупно            | 2.150         | 2.099         |